# Prinzipalmarkt
Le Prinzipalmarkt est une rue de Münster, en Allemagne. Le nom signifie Marché principal, à l'origine pour le distinguer du Roggenmarkt (Marché au seigle) et du Fischmarkt (Marché aux poissons) situés plus loin. Son plan et son organisation reflètent le développement historique, économique et politique de la ville. L'ensemble est déclaré Zone de monuments historiques, par conséquent protégés (Denkmalbereich (de)).
Des deux côtés se trouvent des rangées de maisons à pignons. La seule interruption est la place Michaelisplatz, qui marque une percée vers la Domplatz, la place de la cathédrale. Une particularité du Prinzipalmarkt est qu'il n'y a pas deux pignons identiques, certains des architectes de l'époque se sont inspirés des autres, mais chacun a fait à son idée. La place est fermée au nord par la tour de l'église Saint-Lambert et au sud par la Tour de la ville (Stadthausturm Münster).
Les éléments architecturaux caractéristiques du Prinzipalmarkt sont d'une part l'emploi du grès des Baumberge (en), typique de Münster, utilisé pour les façades des maisons, et d'autre part les arcades des rez-de-chaussée des bâtiments des côté est et ouest. Le bâtiment le plus célèbre est l'hôtel de ville historique. Viennent ensuite le Stadtweinhaus (Maison du vin) et le bâtiment commercial Prinzipalmarkt 5.

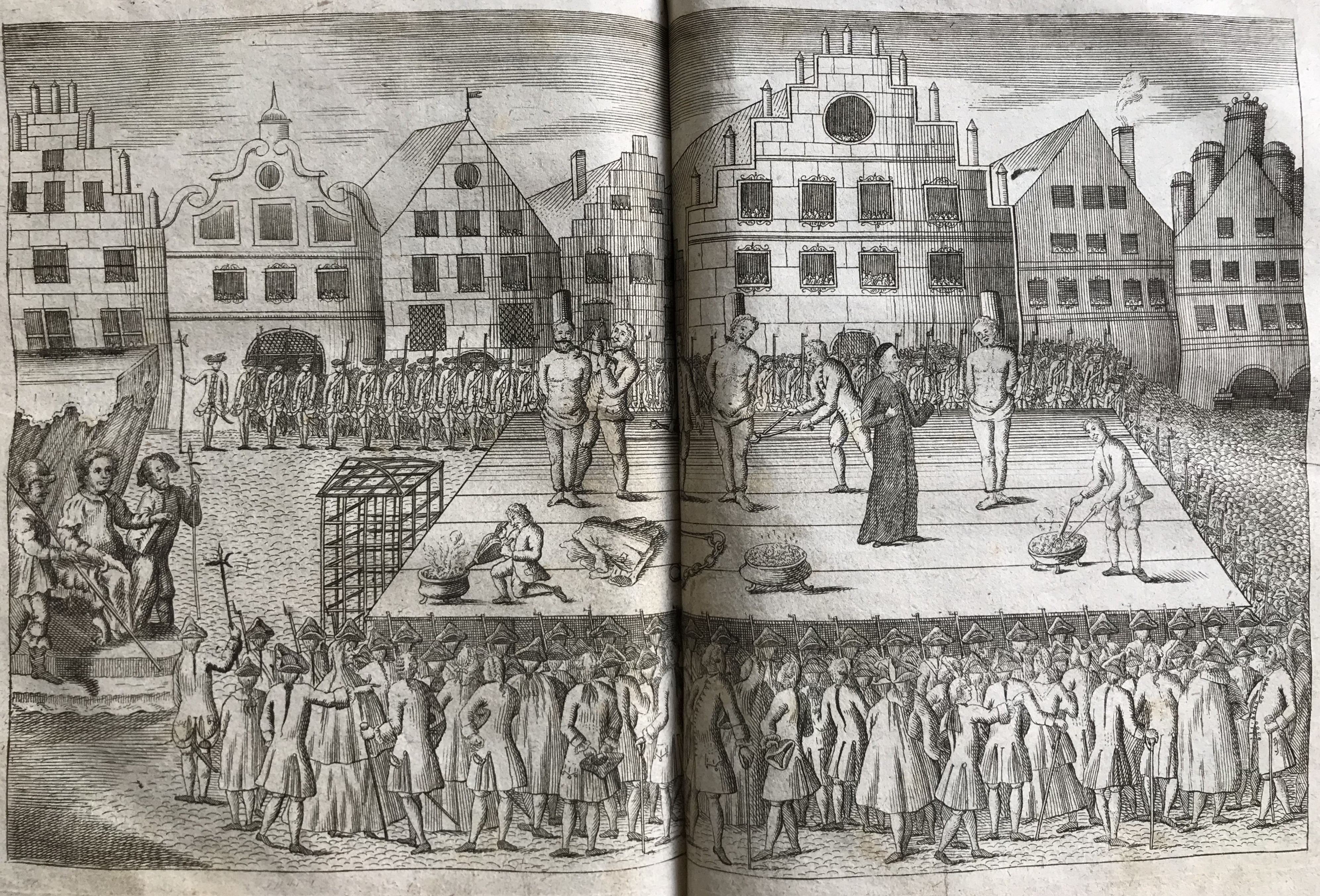
Exécution des chefs du mouvement anabaptiste après la révolte de Münster, dont Jean de Leyde. Gravure sur cuivre d'Hermann von Kerstenbroich intitulée : « La frénésie des anabaptistes que Münster, la célèbre capitale de Westphalie, réduisit à néant. »
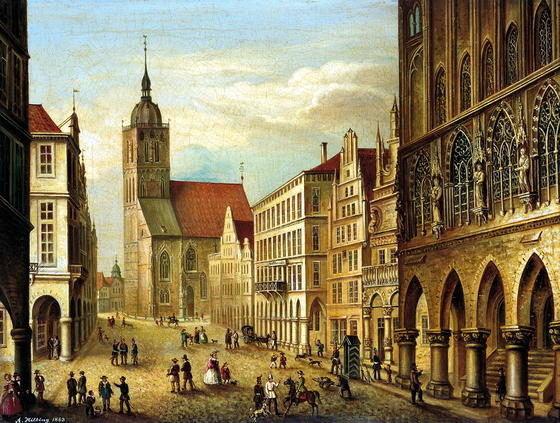
Prinzipalmarkt, peinture à l'huile d'August Hilbig, 1863.
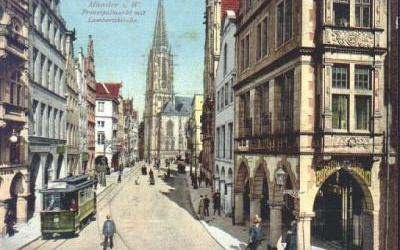
Carte postale du Prinzipalmarkt, 1919, avec le tramway.
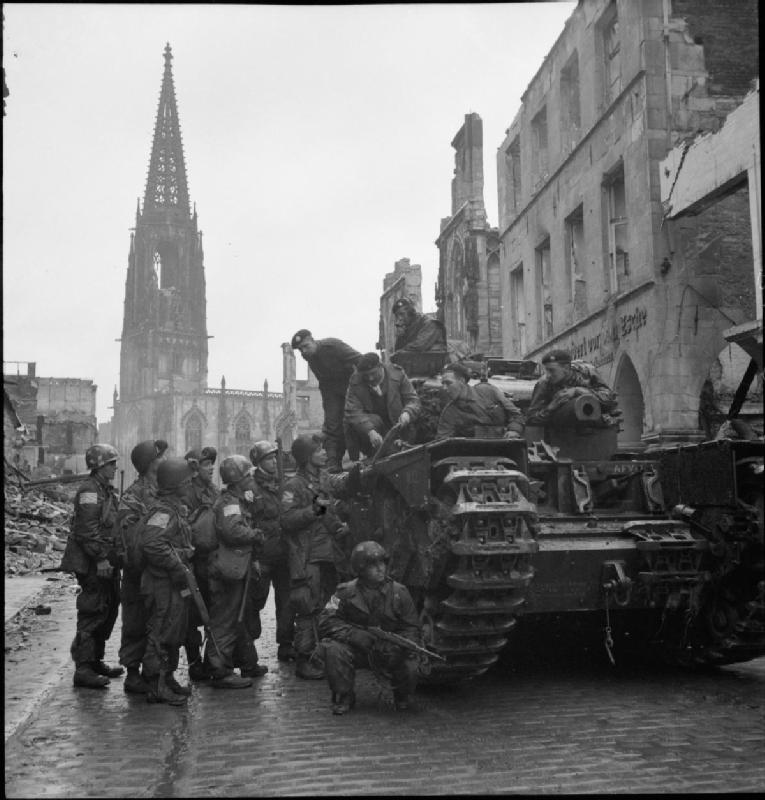
Troupes d'occupation britanniques, début avril 1945 sur le Prinzipalmarkt en ruines.

## Histoire
Le développement comme rue marchande près de la cathédrale commence au XIIe siècle. L'arcade est construite entre le XIIIe et le XIVe siècle. La structure des parcelles et le nombre de bâtiments sont restés à peu près les mêmes de 1500 à nos jours. Ce n'est qu'au début du XVIIe que le terme Prinzipalmarkt entre en usage.
Pendant la Seconde Guerre mondiale, la plupart des bâtiments du Prinzipalmarkt sont complètement détruits, certains d'entre eux jusqu'à la tonnelle du rez-de-chaussée, voire jusqu'à la cave. La reconstruction eu lieu entre 1947 et 1958 et permet au Prinzipalmarkt de conserver son caractère de marché historique. Bien que de nombreux bâtiments aient été considérablement modifiés par rapport à l'avant-guerre, la reconstruction est effectuée sur les anciennes parcelles et en utilisant les matériaux et des éléments de conception d'origine.
La rue est commerçante sans interruption depuis le XVe siècle.

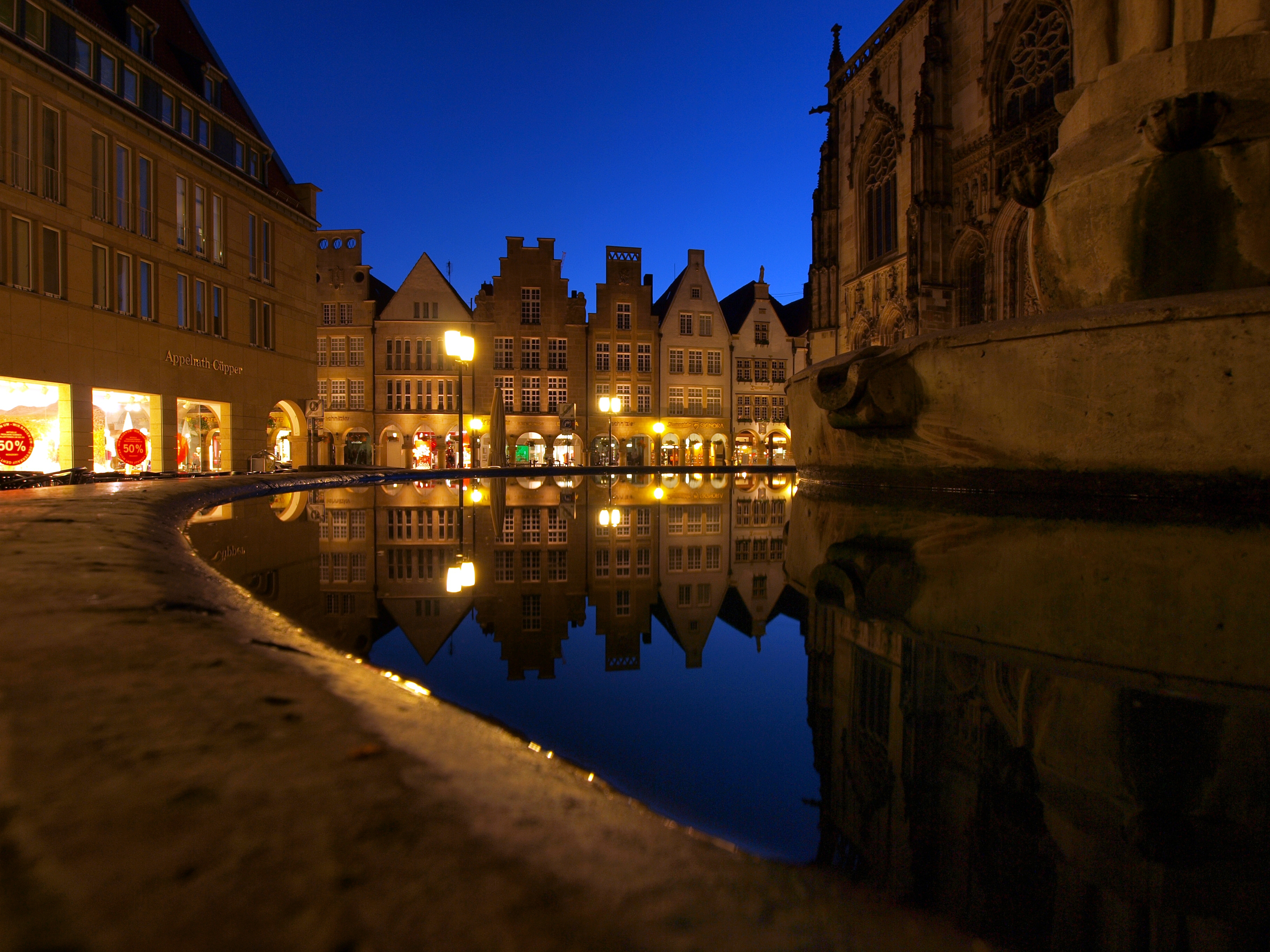
Vue sur le Prinzipalmarkt depuis la fontaine Lamberti.
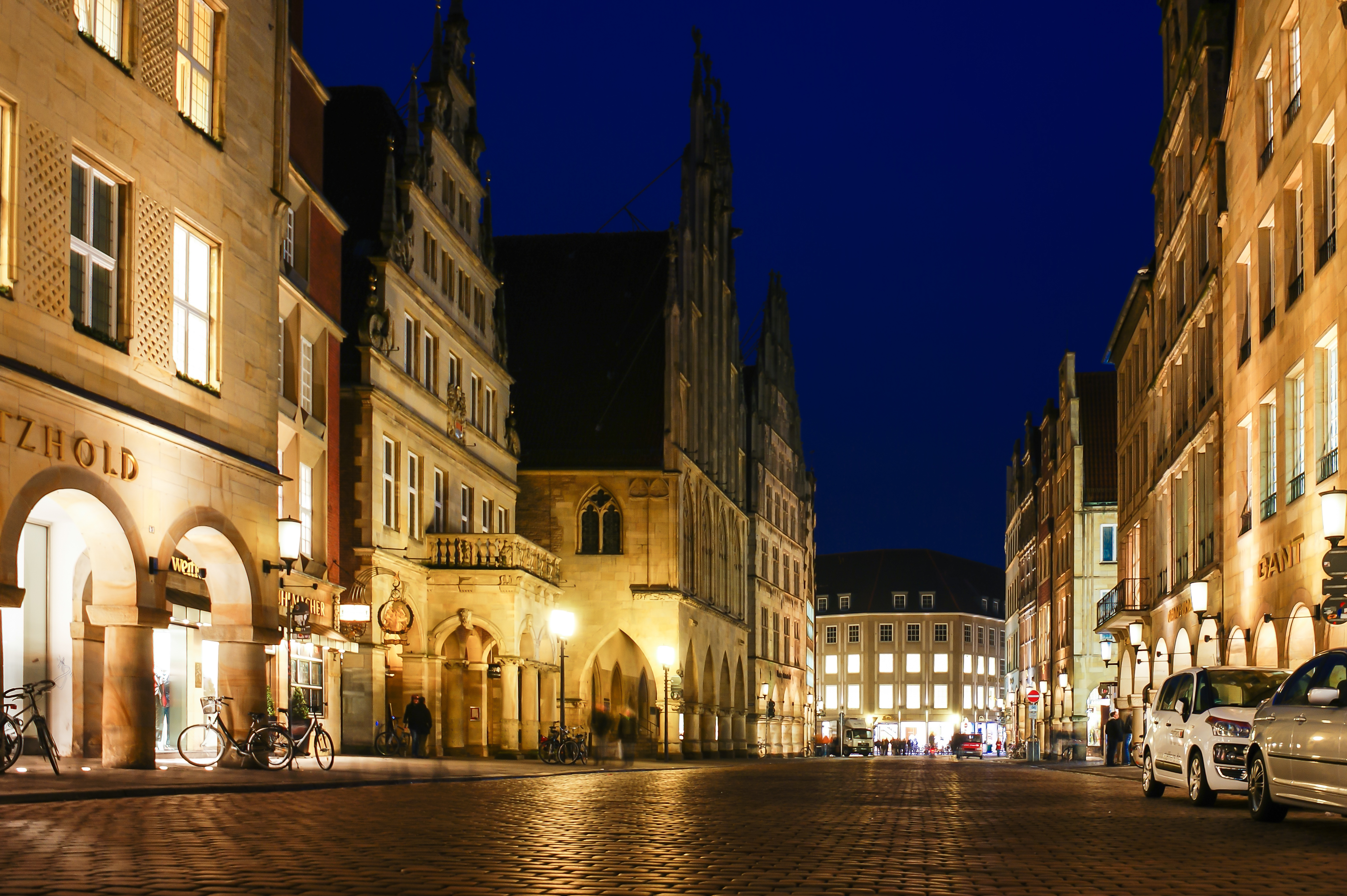
Le Prinzipalmarkt la nuit.
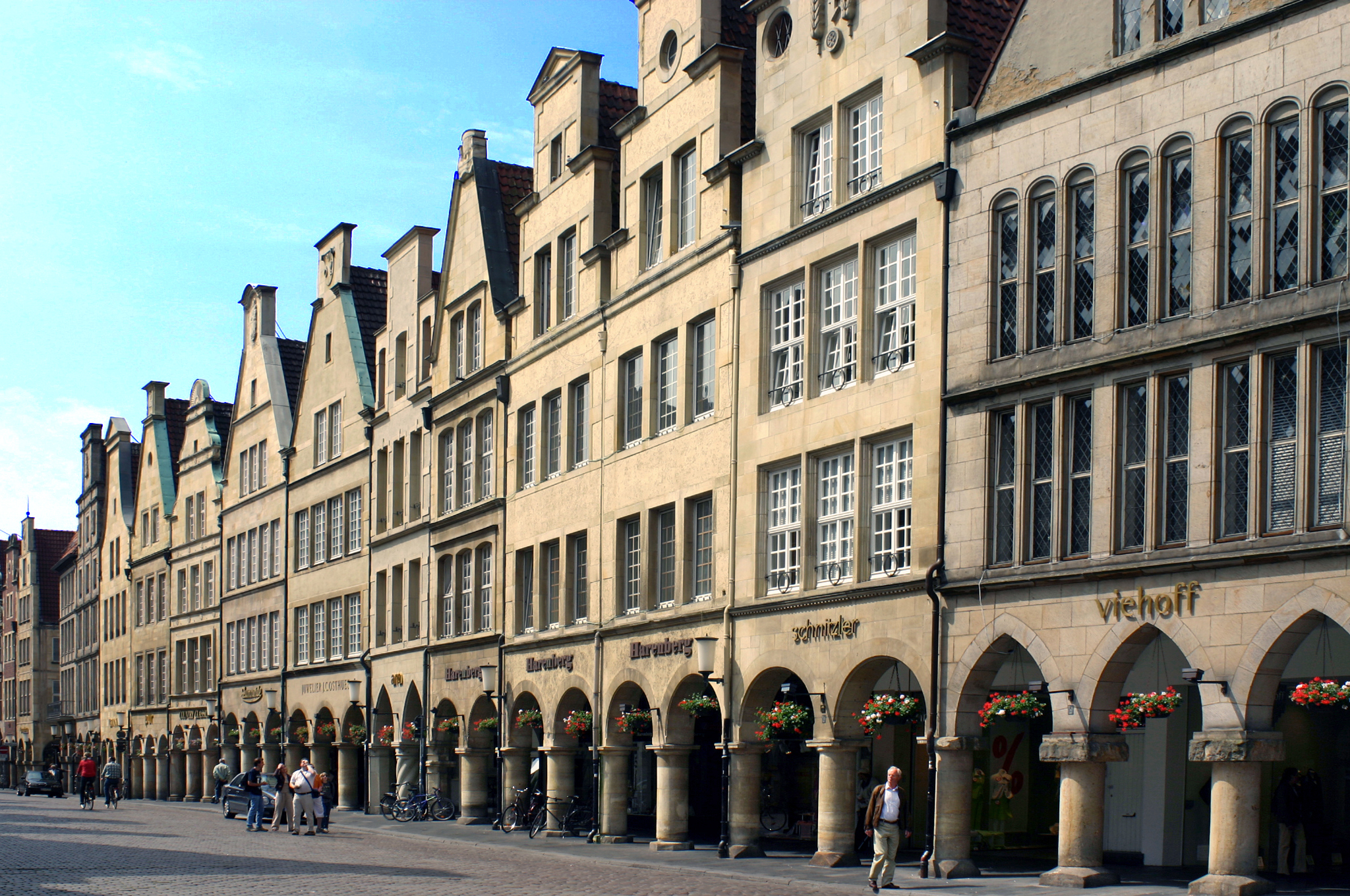
Rangée de maisons à arcades sur le Prinzipalmarkt, 2005.
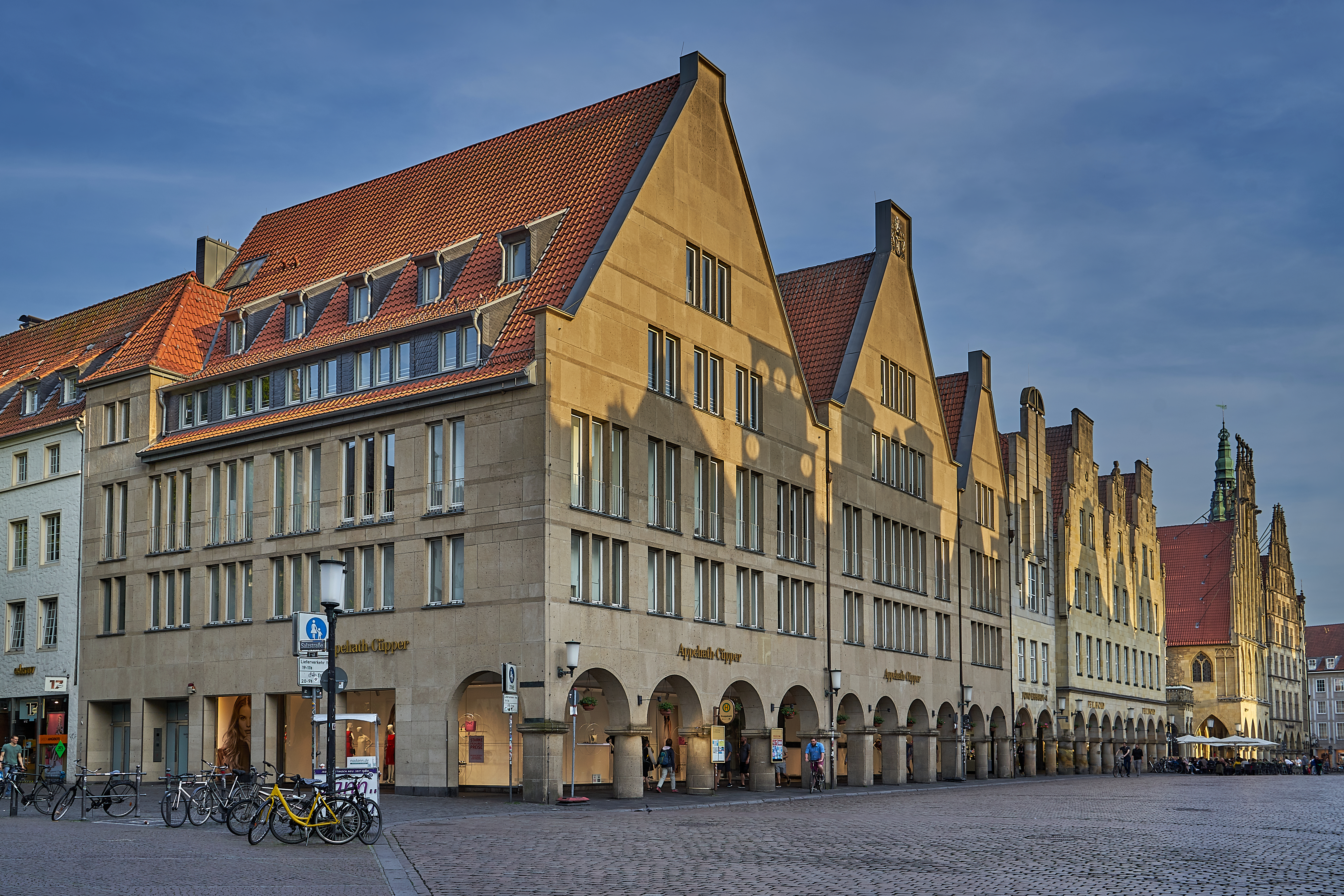
Le Prinzipalmarkt en 2019.